# Atylotus tingaureus
Atylotus tingaureus är en tvåvingeart som först beskrevs av Philip 1936.  Atylotus tingaureus ingår i släktet Atylotus och familjen bromsar. Inga underarter finns listade i Catalogue of Life.